# Remedios Selva y Torre
Remedios Selva y Torre (Bilbao, 17 de octubre de 1877-¿?) fue una pianista, cantante, pedagoga y compositora española reconocida en el panorama musical del siglo XX.

## Trayectoria
Hija de Teresa Torre e Iturbe, natural de Bilbao, sobre quien se dispone de escasa información, y de Constantino Ramón Joaquín Victorio de Selva y López Osorio, integrante del Regimiento de Infantería y hermanastro de Vicenta de Selva, quien estuvo casada con el compositor de zarzuelas Ruperto Chapí. Residió con su padre en la calle de Leganitos, en Madrid. Tras el fallecimiento de su padre, cuando ella tenía 30 años, se trasladó primero a la zona de San José y posteriormente a Torrecilla, concretamente a la Calle de Pelayo, donde vivió con su tía Concepción Selva López Osorio. Su pertenencia a una familia acomodada facilitó su contacto con figuras destacadas de la época, como el rey Alfonso XIII, según recogió el periódico La Mañana el 5 de junio de 1918.
Comenzó sus estudios musicales a los 16 años, en 1893, en el Conservatorio Nacional de Música y Declamación de Madrid, tras obtener la autorización de su padre. Comenzó en 4.º año de Piano y 1.º de Armonía, y continuó su formación en cursos posteriores. Recibió clases de profesores como José Tragó y Arana, Pedro Fontanilla, Tomás Fernández Grajal y Emilio Serrano. Su formación académica le permitió acceder tanto al ámbito de la interpretación pianística como al de la composición.
Cuando acabó sus estudios, impartió clases en entornos privados. Es por eso que, algunas de sus composiciones presentan un carácter infantil o parecen tener fines pedagógicos. En 1915, solicitó presentarse a las oposiciones para una plaza de profesora de piano en el Conservatorio donde se había formado. Dos años después, en 1917, fue propuesta como candidata para la cátedra de Canto en el mismo centro. Su actividad docente quedó reflejada en el periódico La Libertad el 17 de marzo de 1925.
Además de su trabajo dentro del mundo musical y de la docencia, escribió varios artículos periodísticos. En concreto, destaca su trabajo en la revista Los Ciegos, un medio de divulgación de distintos temas políticos, culturales y sociales, donde publicó en noviembre de 1917 un artículo sobre música profana e italiana.

## Obra
Remedios Selva y Torre realizó composiciones para distintos géneros.

### Obras escénicas
- 1910 – Lo que el dinero no compra (zarzuela)
- 1916 – La cueva de San Antón (zarzuela cómico-dramática)
- 1922 – El tesoro de Riquín (zarzuela infantil)
- 1926 – La tranquilidad, pensión para señoras (sainete lírico)
- 1932 – Una jira (sainete)
- 1932 – Niní y Beatriz (zarzuela)

### Piezas pianísticas
- 1897 – El motín de canuto o La muerte de un gato (marcha)
- 1900 – Gotas de rocío (Mazurca)
- 1900 – Los melancólicos (valses)

### Música sacra
- 1913 – Bone Pastor (motete a una voz y acompañamiento de órgano)
- 1913 – Tantum Ergo (motete a una voz y acompañamiento de órgano)
- 1913 – Ave Verum (himno a una voz y acompañamiento de órgano)
- 1913 – Ave María (para triple o tenor con acompañamiento de órgano)

### Música profana
- 1910 – Marcha triunfal al General Marina
- 1910 – Gurugú (pasodoble)
- 1913 – Serranilla (canción)
- 1913 – Los músicos de la Arcadia (cuarteto para piano, violín, viola y violonchelo)
- 1925 – Lo que son tus besos (canción)

## Reconocimientos
En 1895, Remedios Selva y Torre obtuvo el segundo puesto en un concurso público, lo que evidenció su proyección como intérprete desde una etapa temprana de su formación. Unos años después, en 1898, recibió un premio otorgado por el Conservatorio Nacional de Música y Declamación de Madrid, institución en la que cursaba sus estudios, como reconocimiento a su desempeño académico y musical.